# Bennard Yao Kumordzi
Bennard Yao Kumordzi (Accra, 21 maart 1985) is een Ghanees voetballer die bij voorkeur als middenvelder speelt. Hij speelt sinds de zomer van 2021 voor Kabouters Opglabbeek.

## Carrière

### Jeugd
Hij kreeg een groot deel van zijn opleiding in de Klagon Youth Academy voor hij ontdekt werd door FC Supreme, een ploeg in de derde klasse in Nigeria.

### Zweden
In 2005 werd hij opgemerkt door het Zweedse FC Norrköping, dat in de vijfde klasse van Zweden speelde. Hij deed het hier zeer goed en maakte in elf wedstrijden zeventien doelpunten. Door zijn goede prestaties bij de amateurploeg werd hij snel door de Zweedse profclub IFK Norrköping, uit dezelfde stad, opgemerkt.

### Griekenland
Eén seizoen later stapte hij over naar de Griekse tweedeklasser Egaleo FC ook hier deed hij het goed. In 21 wedstrijden maakte hij vijf doelpunten. Na één seizoen stapte hij over naar de Griekse eersteklasser Panionios. Hij verbleef hier uiteindelijk 4,5 jaar en maakte in 117 wedstrijden zestien doelpunten.

### Dijon FCO
In de winterstop van het seizoen 2011/2012 stapte hij over naar de Franse Ligue 1-ploeg Dijon FCO. Maar aan het einde van dat seizoen zakte de ploeg naar de Ligue 2. Hij viel hier vooral op door een rode kaart te pakken op Eden Hazard. Hij speelde uiteindelijk 16 wedstrijden en maakte één doelpunt.

### KRC Genk
Op het begin van het seizoen 2012/2013 stapte hij over naar de Belgische topclub KRC Genk. Hij maakte zijn debuut voor Genk in de uitwedstrijd tegen RSC Anderlecht. Zijn eerste doelpunt voor Genk maakte hij in de bekerwedstrijd tegen Royale Union Saint-Gilloise. Zijn eerste competitiedoelpunt maakte hij tegen AA Gent. Zijn tweede competitiedoelpunt maakte hij meteen in de wedstrijd daarna tegen RAEC Mons. Op 9 mei 2013 kopte hij Genk naar de winst in de Beker van België door de 1-0 binnen te koppen, 5 minuten later maakte Jelle Vossen het helemaal af door de 2-0 binnen te trappen. In zijn eerste seizoen voor Genk speelde hij uiteindelijk 23 wedstrijden waarin hij twee doelpunten maakte. Hij maakte ook twee doelpunten in de beker.

### KV Kortrijk
Op 22 mei 2017 tekende Kumordzi een contract voor 2 seizoen bij KV Kortrijk.
Kumordzi werd op het einde van het seizoen 2017/18 betrapt op het gebruik van Carboxy-THC, de psychoactieve stof in cannabis. Kumordzi kreeg van het Vlaams Doping Tribunaal een schorsing opgelegd tot 14 september 2018. Tot die datum mocht hij noch trainen, noch spelen bij KV Kortrijk. Na het einde van het seizoen werd bekend dat de Ghanees de club verliet. Tijdens zijn passage bij KV Kortrijk speelde hij 55 officiële wedstrijden waarin hij twee doelpunten maakte.

## Statistieken
| Seizoen         | Club            | Land               | Competitie      | Competitie | Competitie |
| Seizoen         | Club            | Land               | Competitie      | Wed.       | Dlp.       |
| --------------- | --------------- | ------------------ | --------------- | ---------- | ---------- |
| 2005-2006       | IFK Norrköping  | Vlag               | Allsvenskan     | 9          | 2          |
| 2006-2007       | Egaleo          | Vlag               | Delta Ethniki   | 21         | 5          |
| 2007-2008       | Panionios       | Vlag               | Alpha Ethniki   | 20         | 3          |
| 2008-2009       | Panionios       | Vlag               | Alpha Ethniki   | 21         | 7          |
| 2009-2010       | Panionios       | Vlag               | Alpha Ethniki   | 28         | 3          |
| 2010-2011       | Panionios       | Vlag               | Alpha Ethniki   | 23         | 1          |
| 2011-2012       | Panionios       | Vlag               | Alpha Ethniki   | 13         | 1          |
| 2011-2012       | Dijon FCO       | Vlag van Frankrijk | Ligue 1         | 16         | 1          |
| 2012-2013       | KRC Genk        | Vlag van België    | Eerste klasse   | 25         | 2          |
| 2013-2014       | KRC Genk        | Vlag van België    | Eerste klasse   | 34         | 5          |
| 2014-2015       | KRC Genk        | Vlag van België    | Eerste klasse   | 6          | 0          |
| 2015-2016       | KRC Genk        | Vlag van België    | Eerste klasse   | 13         | 0          |
| 2016-2017       | KRC Genk        | Vlag van België    | Eerste klasse   | 12         | 1          |
| 2017–2018       | KV Kortrijk     | Vlag van België    | Eerste klasse   | 31         | 1          |
| Carrière totaal | Carrière totaal | Carrière totaal    | Carrière totaal | 272        | 32         |

## Palmares
| Nationaal        |    |      |
| Beker van België | 1x | 2013 |

## Internationaal
Kumordzi komt sinds 2007 uit voor het Ghanees voetbalelftal. Hij speelde 3 wedstrijden.
1 Vandenberghe ·
5 Atemona ·
6 Mehssatou ·
7 Mbayo ·
8 Challouk ·
9 Messaoudi ·
10 Selemani ·
11 De Neve ·
12 De Vlaeminck ·
17 Gueye ·
18 Kadri  ·
20 Avenatti ·
21 Wasinski ·
22 Decoene ·
29 Regali ·
44 Silva ·
48 Montegnies ·
66 Radovanović ·
70 Bruno ·
77 Henen ·
89 Audoor ·
Coach: Edward Still